# أوسكار موريس
أوسكار موريس (بالإنجليزية: Oscar Morris)‏ هو شخصية أعمال وسياسي أمريكي، ولد في 1876، وتوفي في 1939. حزبياً، نشط في الحزب الجمهوري. وقد انتخب عضو مجلس ولاية ويسكونسن.